# Siminy
Siminy (německy Großer Schimmen) je druhý nejvyšší zalesněný vrchol (1289 m n. m.) Levočských vrchů, krajinného celku Podhôľno-Magurské oblasti. Nacházejí se 11 km jižně od města Stará Ľubovňa nad obcí Šambron.

## Popis
Siminy se nacházejí v severní části hlavního hřebene Levočských vrchů a jsou druhým nejvyšším vrcholem celého pohoří. Vrchol tvoří mohutné vrstvy pískovců s místy se vyskytujícími slepenci. Z nezalesněných míst se otevírají výhledy na celé Levočské vrchy i široké okolí. Za dobrých podmínek vidět Babiu horu, Tatry či Slanské vrchy.

## Přístup
Na vrchol nevede turisticky značený chodník, přístup je možný po lesních cestách z obce Šambron.